# Mangani-pargasite
La mangani-pargasite (simbolo IMA: Mprg) è un rarissimo minerale del supergruppo dell'anfibolo, all'interno del quale viene collocato nel "gruppo degli anfiboli con W(OH,F,Cl)-dominante" e da lì al sottogruppo degli anfiboli di calcio dove occupa un posto nel "gruppo contenente la radice pargasite nel nome"; essendo un anfibolo, appartiene agli inosilicati e pertanto alla famiglia minerale dei "silicati", e possiede composizione chimica NaCa2(Mg4Mn3+)(Si6Al2)O22(OH)2.
Il minerale è l'analogo dello ione manganese trivalente (Mn3+) della pargasite (dominata dall'alluminio), della vanadio-pargasite (dominata dal vanadio) e della cromio-pargasite (dominata dal cromo).

## Etimologia e storia
Il nome è dovuto alla sua relazione con la pargasite e, in accordo con la nuova nomenclatura degli anfiboli del 2012, al suo contenuto di manganese.
Il campione tipo è depositato presso la collezione di minerali del dipartimento di geoscienze del Museo svedese di storia naturale di Stoccolma con il numero di catalogo NRM20100001.

## Classificazione
Essendo stata approvata dall'Associazione Mineralogica Internazionale (IMA) nel 2018, la mangani-pargasite non compare nella classica nona edizione della sistematica dei minerali di Strunz, aggiornata dall'IMA fino al 2009.
Il minerale è però presente nell'edizione successiva, proseguita dal database "mindat.org" e chiamata Classificazione Strunz-mindat, dove la mangani-pargasite è elencata nella classe "9. Silicati (germanati)" e nella sottoclasse "9.D Inosilicati"; questa viene ulteriormente suddivisa in base alla struttura cristallina del minerale, in modo tale che la mangani-pargasite possa essere trovata nella sezione "9.DE Inosilicati con catene doppie di periodo 2, Si4O11; clinoanfiboli", dove forma il sistema nº 9.DE.15.

## Abito cristallino
La mangani-pargasite cristallizza nel sistema monoclino nel gruppo spaziale C2/m (gruppo nº 12) con le costanti di reticolo a = 9,9448(5) Å, b = 18,0171(9) Å, c = 5,2829(3) Å, β = 105,445(3)°, oltre ad avere 2 unità di formula per cella unitaria.

## Origine e giacitura
La mangani-pargasite è stata trovata in un giacimento di ossido di ferro-manganese, sottomarino e vulcanogenico, metamorfosato a livello regionale, in roccia carbonatica calcitica impregnata di silicati; la paragenesi è con apatite sostituita con arseniato, calcite, flogopite ricca di manganese,, forsterite, hausmannite, hedyphane e kentrolite.
La mangani-pargasite è rarissima ed è stata trovata solo nella sua località tipo, la miniera di "Långban" (59.85538°N 14.2648°E) presso Filipstad (in Finlandia).

## Forma in cui si presenta in natura
La mangani-pargasite si presenta come cristalli subedrali di dimensioni fino a ~1 mm, che hanno tessitura pecilitica in hausmannite. Il minerale è trasparente con lucentezza vitrea; il colore va dal rosso al marrone rossastro.

## Proprietà ottiche
La mangani-pargasite mostra un debole pleocroismo che va dal marrone rossastro pallido lungo {\displaystyle x} e lungo {\displaystyle y}, che diventa rosso marroncino chiaro lungo {\displaystyle z}.